# Condado de Plymouth (Massachusetts)
El condado de Plymouth (en inglés: Plymouth County), fundado en 1685, es uno de los catorce condados del estado estadounidense de Massachusetts. En el 2000 el condado tenía una población de 472,822 habitantes. La sede del condado es Plymouth y Brockton.

## Geografía
Según la Oficina del Censo, el condado tiene un área total de 2832 km² (1093,4 mi²), de la cual 1712 km² (661 mi²) es tierra y 1120 km² (432,4 mi²) (39.56%) es agua.

## Demografía

Pirámide de edad en el condado.

Según el censo en 2000, hubo 472,822 personas, 168,361 hogares, y 122,398 familias residiendo en el condado. La densidad poblacional era de 716 personas por milla cuadrada (276/km²). En el 2000 había 181,524  unidades unifamiliares en una densidad de 106 km² (40,9 mi²). La demografía del condado era de 88.70% blancos, 4.56% afroamericanos, 0.21 amerindios, 0.92% asiáticos, 0.02% isleños del Pacífico, 3.06% de otras razas y 2.52% de dos o más razas. 2.44% de la población era de origen hispano o latino de cualquier raza. 90.1% de la población hablaba inglés y 2.5% español en casa como lengua materna.
La renta per cápita promedia del condado en 2007 era de $70,335, y el ingreso promedio para una familia era de $82,560. En 2000 los hombres tenían un ingreso per cápita de $45,535 versus $31,389 para las mujeres. El ingreso per cápita para el condado era de $24,789 y el 6.60% de la población estaba bajo el umbral de pobreza nacional.